# باد غودزبرغ
باد غودزبرغ (بالألمانية: Bad Godesberg)‏ هو أحد الأحياء الأربعة المكونة لمدينة بون الاتحادية في ألمانيا، ويقع جنوب شرق المدينة على الطرف الجنوبي لخليج كولونيا في قمع وادي الراين بمنطقة غودزبيرغ عند ملتقى الراين الأوسط والراين الأسفل. بلغ عدد سكانه 76.156 نسمة (بيانات 31 ديسمبر 2020)، وتبلغ مساحته 31.97 كيلومتر مربع، رمزها البريدي هو 53173, 53175, 53177, 53179. تحادد الجهة الجنوبية الشرقية للحي ولاية راينلاند بالاتينات (راينلند-بفالتس Rheinland-Pfalz).

## التقسيم الإداري للحي
ينقسم حي باد غودزبرغ إلى 13 حي فرعي (أُونتر بِتْسِيْرْك) وهي كما يلي:
- غودزبيرغ القديمة
- فريزدورف
- غودزبيرغ الشمالية
- منطقة غودزبيرغ السكنية
- هايدرَهوف
- الصليب العالي
- لانيسدورف
- ميهلِم
- مافندورف
- بينينفيلد
- بليترسدورف
- رونجسدورف
- شفاينهايم

## التوأمة
المدن التوأم:
- سان كلو (منذ 1957)[6]
- فراسكاتي (منذ 1957)[7]
- وندسور و ميدينهيد  [لغات أخرى]‏ (منذ 1960)[7]
- كورتريك (منذ 1964)[7]
- يالوفا (منذ 1969)[7]
- Steglitz-Zehlendorf [الإنجليزية]‏ (منذ 1962).[7]